# Cosmos 57
La Cosmos 57 en ruso Космос-57 fue una misión espacial del programa Vosjod que comprendía el lanzamiento de una nave no tripulada semejante a la Vosjod 2 para comprobar los sistemas de vuelo y de la cabina hinchable usada para la actividad extravehicular.
La nave fue lanzada desde el Cosmódromo de Baikonur por un   cohete Vosjod el 22 de febrero de 1965 a las 07h 40 GMT y colocada en una órbita de 165 x 427km y una inclinación de 64,7°, llevando como carga dos maniquíes. La cabina hinchable fue probada a las 07h 50. Sin embargo, hacia las 09h 00, una señal de radio no autorizada proveniente de una estación de rastreamiento interfirió con la transmisión legítima, causando la activación prematura (y en la dirección incorrecta) de los retrocohetes, desestabilizando la órbita de la nave. Hacia las 10h 20 la estación en tierra ordenó su autodestrucción.